# Obando (kommun)
Obando är en kommun i Colombia.   Den ligger i departementet Valle del Cauca, i den centrala delen av landet, 200 km väster om huvudstaden Bogotá. Antalet invånare är 14 380. Arean är 213 kvadratkilometer.
Terrängen i Obando är kuperad österut, men västerut är den platt.